# Joan van den Akker
Joan van den Akker (Delft, 16 januari 1984) is een Nederlandse voormalige sprintster. Samen met haar teamgenotes Jacqueline Poelman, Pascal van Assendelft en Annemarie Kramer nam ze deel aan de 4 × 100 m estafette op de Olympische Spelen van Athene in 2004. In de voorronde werden ze uitgeschakeld wegens een verkeerde wissel.

## Biografie
Op zesjarige leeftijd begon Van den Akker met atletiek bij AV'40 in Delft. Naast atletiek deed ze toen nog andere sporten, zoals paardrijden, tennis en streetdance. Op twaalfjarige leeftijd begon ze met meerkamp, omdat ze alle atletiekonderdelen leuk vond. Op zeventienjarige leeftijd stapte ze over naar atletiekvereniging KAV Holland om beter met haar trainer Wigert Thunnissen samen te kunnen werken.
In 2002 werd Joan van den Akker op de wereldkampioenschappen voor junioren zesde op de 100 m in 11,96 s en zevende op de 200 m in 25,06. In 2003 werd ze op de Europese kampioenschappen voor junioren zevende op de 100 m en zesde op de 4 × 100 m estafette. Tijdens de wereldkampioenschappen van 2003 in Parijs nam zij samen met Jacqueline Poelman, Pascal van Assendelft en Annemarie Kramer deel aan de 4 × 100 m estafette. De ploeg nomineerde zich voor de Olympische Spelen door van de 20 deelnemende landen de twaalfde tijd te lopen. Desondanks bleef de finale onbereikbaar, al liep het Nederlandse viertal met 43,96 wel de snelste tijd van het seizoen. In 2004 werd Joan van den Akker Nederlands kampioene op de 100 m.
In 2006 werd er operatief een botsplinter uit haar voet verwijderd.
In april 2007 zette Van den Akker een punt achter haar sportcarrière, nadat ze drie jaar had gekampt met een voetblessure. Ondanks diverse behandelingen kwam hier geen verbetering in.

## Nederlandse kampioenschappen
| Onderdeel | Jaar |
| --------- | ---- |
| 100 m     | 2004 |

## Persoonlijke records
| Onderdeel   | Prestatie | Datum           | Plaats   |
| ----------- | --------- | --------------- | -------- |
| 60 m (ind.) | 7,44 s    | 4 februari 2004 | Dortmund |
| 100 m       | 11,35 s   | 10 juli 2004    | Utrecht  |
| 200 m       | 24,33 s   | 8 juni 2002     | Leiden   |

## Prestatieontwikkeling
100 m
- 2001: 12,07
- 2002: 11,72
- 2003: 11,73
- 2004: 11,35
- 2005: -

60 m
- 2001: 7,94
- 2002: 7,71
- 2003: 7,57
- 2004: 7,44
- 2005: -
- 2006: -